# Sovjet-bezettingszone in Duitsland
De Sovjet-bezettingszone (Russisch: Советская зона Германии, Sovetskaja zona Germanii, Duits: Sowjetische Besatzungszone, ook wel Ostzone), kortweg SBZ, was een van de vier Geallieerde bezettingszones in Duitsland in de periode 1945-1949. De hoofdstad Berlijn was ook in vier sectoren verdeeld en maakte geen deel uit van de Sovjet-bezettingszone. Met het uitroepen van de Duitse Democratische Republiek (DDR) in 1949 hield het directe Sovjetbestuur op. De term SBZ is echter nog lang gebruikt omdat de DDR buiten het Oostblok niet erkend werd.

## Chronologie

### 1945
Met de onvoorwaardelijke capitulatie van het nationaalsocialistisch Duitsland op 8 mei werd de Tweede Wereldoorlog in Europa beëindigd. De vier belangrijkste overwinnaars, de Sovjet-Unie, de Verenigde Staten,  Groot-Brittannië en Frankrijk namen op 5 juni de regeringsmacht in Duitsland officieel over en stelden vier bezettingszones in Duitsland in. De gebieden ten oosten van de Oder-Neissegrens werden toegewezen aan Polen en de Sovjet-Unie en maakten geen deel meer uit van Duitsland. De Duitse bevolking werd uit deze gebieden verdreven.
Het is nooit de bedoeling geweest dat het resterende deel van Duitsland verdeeld zou worden. De vier bezetters zouden met elkaar samenwerken, maar de samenwerking met de Sovjet-Unie bleef niet lang standhouden.
Op 9 juni werd het Sovjetbestuur voor Duitsland (SMAD) opgericht. De Sovjet Militaire Administratie in Duitsland (Russisch: Советская военная администрация в Германии, СВАГ; Sovetskaja Voennaja Administratsija v Germanii, SVAG; Duits: Sowjetische Militäradministration in Deutschland, SMAD). Dit bestuur zetelde in Berlijn-Karlshorst. De Amerikanen en Britten hielden grote delen van de Sovjetsector bezet. Deze gebieden werden begin juli ontruimd. In ruil daarvoor konden zij de westelijke sectoren van Berlijn bezetten.
Binnen de Sovjetzone werden politieke partijen weer toegelaten. De SPD, de KPD, de CDU en de LDPD werden opgericht. Zij werkten samen in een Anti-fascistisch Blok.
In dit jaar werd ook de Deutsche Volkspolizei opgericht en de Freie Deutsche Gewerkschaftsbund (FDGB), de eenheidsvakbond.
Op 9 juli werden de deelstaten Mecklenburg-Voor-Pommeren, Saksen, Saksen-Anhalt, Brandenburg en Thüringen opgericht, waarmee de vooroorlogse structuur van vorstendommen werd opgeheven.

### 1946
Op 7 maart werd de Freie Deutsche Jugend (FDJ) opgericht. Dit was de officiële jeugdbeweging, waar later bijna alle jongeren in de DDR lid van waren.
Op 21 en 22 april werden de KPD en de SPD onder druk van de SMAD samengevoegd tot Sozialistische Einheitspartei Deutschlands (SED). Dit was de latere regeringspartij in de DDR. Wilhelm Pieck (KPD) en Otto Grotewohl (SPD) werden tot voorzitter verkozen. Op 23 april verscheen de eerste uitgave van de krant Neues Deutschland, het partijblad van de SED.
Op 20 oktober werden Landdagverkiezingen gehouden en verkiezingen voor het Berlijnse Huis van afgevaardigden. In de SBZ kreeg de SED minder dan 50% van de stemmen; in Berlijn, waar de SPD wél mocht deelnemen aan de verkiezingen, kreeg de SED minder dan 20% van de stemmen.

### 1947
Op bevel van de SMAD (11 juni) werd de Deutsche Wirtschaftskommission (DWK) opgericht als eerste stap naar de inrichting van een planeconomie.
Op 6 en 7 december kwam in Oost-Berlijn het eerste Deutscher Volkskongress bijeen. Dit volkscongres was niet door verkiezingen gelegitimeerd.

### 1948
Het tweede Deutscher Volkskongress kwam op 17 en 18 maart bijeen en besloot een Duitse Volksraad in te stellen die de opdracht kreeg een grondwet op te stellen voor een Duitse Democratische Republiek. Aan deze Volksraad namen naast de SED ook de CDU en de LDPD deel.
Op 20 maart verliet de Sovjet-Unie de Geallieerde Controleraad, waarmee het gemeenschappelijke geallieerde bestuur over Duitsland ophield te bestaan.
Op 20 juni voerden de westelijke geallieerden in hun bezettingszones de D-mark in. Op 23 juni werd de D-mark ook in West-Berlijn ingevoerd. Als reactie hierop stelde de Sovjet-Unie de blokkade van Berlijn in. Van 24 tot 28 juni werd in de Sovjetzone een eigen munteenheid ingevoerd.

### 1949
Op 15 en 16 mei vonden de eerste verkiezingen plaats voor het Deutscher Volkskongress. Deze verkiezingen werkten met het principe van eenheidslijsten, waarbij de samenstelling door de kiezers niet te beïnvloeden was.
Op 23 mei werd de Bondsrepubliek Duitsland in de westelijke bezettingszones opgericht.
Van 29 mei tot 3 juni vond het Deutscher Volkskongress plaats. De deelnemers kozen een Duitse Volksraad. Op 30 mei stemde het Deutscher Volkskongress eenstemming in met de grondwet voor een Duitse Democratische Republiek.
Op 7 oktober stelde de Duitse Volksraad als provisorische Volkskammer de grondwet in kracht en richtte daarmee de Duitse Democratische Republiek op.

## Na de val van de Berlijnse Muur
Na de val van de Berlijnse Muur op 9 november 1989 volgde een jaar later het einde van de DDR. De Bondsrepubliek en de DDR sloten het verdrag inzake de afsluitende regeling met betrekking tot Duitsland met de vier bezettingsmachten. Op 3 oktober 1990 was de Duitse hereniging een feit en kreeg de Bondsrepubliek Duitsland haar tegenwoordige grenzen.

## Militaire gouverneurs
- mei 1945 - 10 april 1946 Georgi Zjoekov
- 10 april 1946 - 29 maart 1949 Vasili Sokolovski
- 29 maart 1949 - 10 oktober 1949 Vasili Tsjoejkov

Amerikaanse zone · Britse zone · Franse zone · Sovjet-zone